# Madragoa

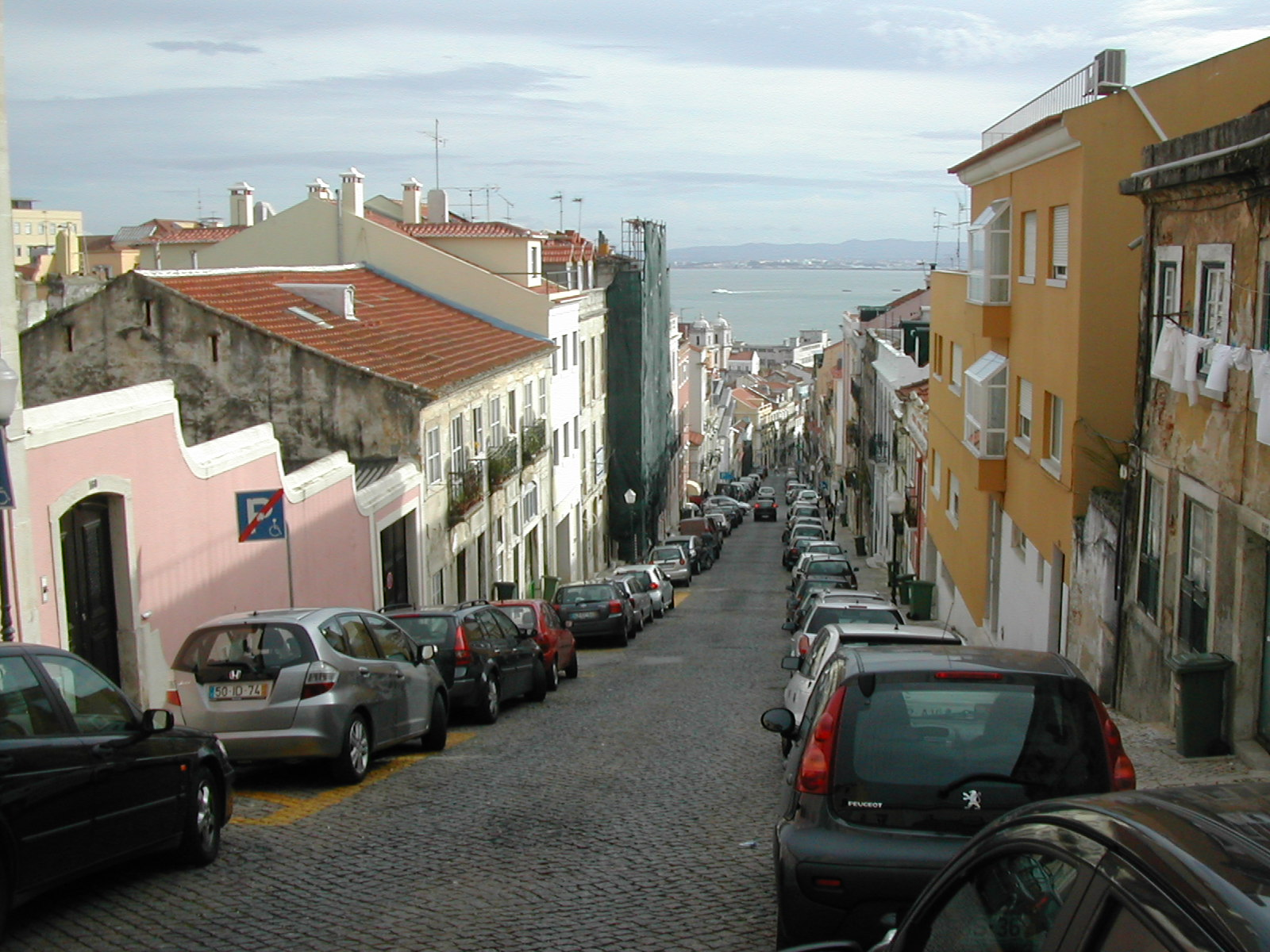
Rua de São João da Mata, na Madragoa, vendo-se ao fundo o estuário do Tejo.

A Madragoa é um bairro popular de Lisboa, junto à foz do Tejo, na Freguesia da Estrela.
Existem referências à ocupação da área desde o período romano. No entanto, apenas a partir da segunda metade do século XVI é que se pode falar em desenvolvimento urbano, especialmente com o estabelecimento do Paço Real de Santos, que tanto atraiu ordens religiosas e famílias nobres e burguesas, resultando no aparecimento de palácios e casas apalaçadas e muitos conventos onde viveram as Trinas, as Bernardas ou as Inglezinhas. A constituição da Freguesia de Santos em 1566 também foi um importante marco para o desenvolvimento urbano da área.
Entre os séculos XVlll e XlX, a população sofreu grandes alterações. Nessa altura, veio para Lisboa muita gente da região da ria de Aveiro, em especial de Ovar, de Ílhavo e da Murtosa. Comercializavam legumes e peixe. Posteriormente, grande parte destas pessoas optou por ficar na Madragoa. Na maioria, eram casais de pescadores e varinas.
De entre muitas das obras arquitectónicas da Madragoa, destaca-se o Palácio dos Duques de Aveiro, a Casa dos Marqueses de Abrantes e a mais antiga e modesta das capelas lisboetas, a dos Mártires. Também lá se encontra a Embaixada de França, onde Gil Vicente (depois do Castelo de São Jorge), deu início ao teatro português.
O poeta Filinto Elísio terá nascido na Madragoa, filho de um destes casais, de origem ilhavense.
Exemplos de ruas em Madragoa são Rua das Trinas, Rua Garcia de Orta, Rua do Guarda-Mor, e Rua São João da Mata.